# J'oublierai ton nom
Singles de Johnny Hallyday
Je t'attends
(1986) Je te promets
(1987)
Singles par Carmel
Mercy Sweet And Lovely
J'oublierai ton nom est une chanson écrite par Jean-Jacques Goldman et Michael Jones pour Johnny Hallyday. Le titre extrait de l'album Gang (sorti en 1986), est publié en single début 1987. Chanson bilingue, franco-anglaise, la partie anglaise (écrite par Michael Jones), est interprétée par Carmel.

## Histoire
Deuxième chanson de l'album Gang à paraitre en single, J'oublierai ton nom connait un franc succès et est considéré comme un classique du répertoire de Johnny Hallyday. Le chanteur l'inscrit régulièrement à son tour de chant, la reprenant généralement avec une de ses choristes, mais aussi, parfois, avec une invitée. Ce fut le cas en 2003, où sur la scène du Parc des Princes, Hallyday, en duo avec Natasha St-Pier ou Isabelle Boulay (selon la représentation), propose une version inédite du titre, avec des paroles entièrement en français (l'adaptation des paroles anglaises a été réalisée par Jean-Jacques Goldman[réf. nécessaire]).

## Autour de la chanson

### Discographie
- 1986 album Gang
- 1987 45 tours Philips 888 381-7 en janvier[1]
- 1988 albums live Johnny à Bercy (en duo avec la choriste Caroline Rainey Haines) et Live at Montreux 1988 (en duo avec la choriste Shandi Sinnamon).
- 2003 Parc des Princes 2003 nouvelle version interprétée entièrement en français, en duo avec Isabelle Boulay - les 14 et 15 juin.

Les 10 et 11 juin, Johnny chante cette même version avec Natasha St-Pier (La captation de ce duo est proposée en bonus sur le coffret DVD Parc des Princes 2003 (DVD 2).
- 2006 Flashback Tour : Palais des sports 2006 (en duo avec la choriste Amy Keys (en)).

### Réception
Entrée au Top 50 le 4 avril 1987 à la 23e place du classement, J'oublierai ton nom connaît une forte progression, jusqu'à atteindre la 5ème place du Top lors de sa sixième semaine de présence. Il quitte les charts lors de sa quinzième semaine le 11 juillet 1987 à la 35e place. 
À la suite du décès du chanteur, le titre refait son apparition en décembre 2017 à la 19e place et atteint la 17e place la semaine suivante.
Le single est certifié disque d'argent l'année de sa sortie pour plus de 250 000 exemplaires vendus.

### Classement
| Classement (1987) | Meilleure position |
| ----------------- | ------------------ |
| France (SNEP)     | 7                  |

| Classement (2017) | Meilleure position |
| ----------------- | ------------------ |
| France (SNEP)     | 17                 |

## Reprises
- En 1999, Florent Pagny reprend J'oublierai ton nom en duo avec Ginie Line, sur l'album RéCréation.